# Рудки (село)
Рудки (укр. Рудки) — село в Копычинецкой городской общине Чортковского района Тернопольской области Украины.
До 2020 года входило в Гусятинский район.
Код КОАТУУ — 6121689602. Население по переписи 2001 года составляло 61 человек.

## Географическое положение
Село Рудки находится на правом берегу реки Ничлава,
ниже по течению на расстоянии в 5 км расположен город Копычинцы.